# Cape Caribou River
Der Cape Caribou River oder Kaneshekau-shipiss (Innu-Name) ist ein 53 km langer Fluss im zentralen Osten von Labrador in der kanadischen Provinz Neufundland und Labrador.

## Flusslauf
Der Cape Caribou River bildet den Abfluss eines 290 m hoch gelegenen namenlosen Sees, 50 km nordwestlich von Happy Valley-Goose Bay. Er fließt anfangs in überwiegend östlicher Richtung. Am Oberlauf liegen mehrere Seen. Zwischen Flusskilometer 24 und 20,5 liegt der 110 m hoch gelegene langgestreckte See Kaneshekau-nipi am Flusslauf. Anschließend strömt der Cape Caribou River in nordnordöstlicher Richtung und mündet schließlich in das Südwestufer des Grand Lake, 20 km nordwestlich von der Gemeinde North West River. Bei Flusskilometer 13,8 befindet sich ein 4,6 m hoher Wasserfall, der nicht als unüberwindbar für Wanderfische gilt. An der Flussmündung befindet sich eine Messstelle, welche die Wasserqualität überwacht. Der Cape Caribou River entwässert ein Areal von 546 km².

## Flussfauna
Der Lachsbestand im Flusssystem gilt als ungefährdet.